# 김주현 (1958년)
김주현(金周顯, 1958년 8월 10일 ~ )은 대한민국의 제9대 금융위원회 위원장인 공무원이었다.

## 생애
서울 출생이다. 중앙고등학교와 서울대학교 경제학과를 졸업했다.
제25회 행정고시에 합격하여 1983년 총무처 수습행정관으로 공직을 시작했다. 1991년 미국 워싱턴 대학교 대학원에서 경영학 석사학위(MBA)를 취득했다.
재무부 금융정책실 서기관, 재정경제원 금융정책실 국민생활국 과장, 금융감독위원회 감독정책2국장, 금융위원회 금융정책국 국장, 증권선물위원회 사무처장, 금융위원회 사무처 처장 등을 거쳐 2012년부터 2015년까지 예금보험공사 사장을 역임했다. 
2022년 윤석열 정부에서 금융위원회 위원장으로 임명되었다.
| 전임 고승범 | 제9대 금융위원회 위원장 2022년 7월 11일 ~ 2024년 7월 31일 | 후임 김병환 |